# Робер Анжуйски
Робер Анжуйски, наречен Мъдрия (на италиански: Roberto d'Angiò, detto il Saggio; * 1277, Торе ди Сант Еразмо;  † 20 януари 1343, Неапол) e първи херцог на Калабрия (1296 – 1309), крал на Неапол, граф на Прованс и на Форкалкие, и титулярен крал на Йерусалим (1309 – 1343) от Анжуйска династия (клон на Сицлианските Анжуйци).

## Произход
Той е четвъртото дете (трети син) на Шарл II Анжуйски Куция (* ок. 1254, † 1309), принц на Салерно и бъдещ граф на Анжу и Мен, граф на Прованс и Форкалкие, крал на Неапол и титулярен крал на Сицилия, принц на Таранто, крал на Албания, принц на Ахая и титулярен крал на Йерусалим, и на съпругата му Мария Арпад (ок. 1257 , † 1323), дъщеря на краля на Унгария Стефан V и Елизабет Куманката. Той е племенник на краля на Унгария Ладислав IV.
Има 13 братя и сестри:
- Карл Мартел (* 1271, † 1295), принц на Салерно и титулярен крал на Унгария, съпруг на Клеменция Хабсбургска
- Маргарита (* 1273, † 1299), съпруга на Шарл, принц на Франция и граф на Валоа, от 1290 г. графиня на Анжу и Мен. Родоначалничка на кралската династия Валоа, която царува във Франция от 1328 до 1589 г.
- Луи (* 1274, † 1298), епископ на Тулуза, светец от 1317 г.
- Филип I (* 1278, † 1331), принц на Таранто; чрез втори брак княз на Ахея, деспот на Епир и титулярен император на Латинската Константинополска империя.
- Раймон Беренгер (* 1280 † 1307), граф на Андрия, граф на Прованс и господар на Пиемонт от 1304 г.
- Елеонора (* 1289, †  1341), кралица на Сицилия като съпруга на Федериго II Сицилиански, крал на Тринакрия
- Бланка (* ок. 1284, † 1310), кралица на Арагон като съпруга на Хайме II
- Тристан (* ок. 1284, † 1288)
- Галеацо (* ок. 1286, † сл. 1308), свещеник
- Мария (* ок. 1290, † 1346/47), кралица на Майорка като съпруга на Санчо I Арагонски и баронеса на Ксерица като съпруга на Джакомо II Арагонски
- Пиетро (* 1291, † 1315), граф на Гравина
- Жан (* 1294, † 1336), херцог на Дуръс, княз на Ахея, пфалцгарф на Кефалония и Закинтос, граф на Гравина и на Алба. Основаната от него линия на Анжуйската династия (линия Анжу-Дуръс) управлява Неапол в периода 1382 – 1435 г. в лицето на кралете Шарл III Анжуйски Малкия, Ладислав Анжуйски и Джована II. Съпруг на Матилда д’Ено, принцеса на Ахея, и на Агнес от Перигор, дъщеря на Ели VII, граф на Перигор
- Беатрис (* 1295, † 1321), господарка на Ферара като съпруга на Ацо VIII д'Есте и господарка на Бер, графиня на Монтескальозо и Скуилаче като съпруга на Бертран III дьо Бо, комуто дава като зестра Графство Андрия.

## Биография

### Война на Сицилианската вечерня
На единадесет години, по време на Войната на Сицилианската вечерня, Робер е заложник заедно с братята си Луи и Раймон Беренгер на крал Алфонсо III Арагонски, между 1288 и 1295 г. След смъртта на брат си Карл Мартел през 1295 г. Робер става наследник на трона на Сицилия.
След Договора от Анани и в замяна на отказа на Хайме II Арагонски от Сицилия, на 23 март 1297 г. в Рим Робер се жени за Виоланта, дъщеря на краля на Арагон Педро III Арагонски и на кралица Констанца II Сицилианска. Освен това тя е сестра на владетелите на Арагон Алфонсо III Арагонски и Хайме II Арагонски, на краля на Сицилия Федериго III Сицилиански и на кралицата на Португалия Св. Изабела Португалска. Въпреки това между двете семейства примирие няма и сицилианските барони избират брата на Хайме II, Фридрих III Арагонски, за крал. Войната се подновява с насилие и след като арагонско-неаполитанската флота печели победа над сицилианците през 1299 г., битката се премества в Сицилия. Там Робер с брат си Филип I от Таранто са завладяват Катания и обсаждат Месина. Фридрих III обаче печели забележителна победа в битката при Фалконара (Трапани), оказва съпротива в Месина, като пленява Филип I, и в Калабрия.
След като папа Бонифаций VIII призовава тамплиерите, хоспиталиерите и неохотните генуезци на помощ през 1300 г., ситуацията не напредва, освен новата блестяща победа на флота на адмирал Роджеро ди Лаурия над сицилианския на 14 юни. Накрая папата се обръща към краля на Франция Филип IV Хубави, който изпраща армия под командването на брат си Шарл дьо Валоа. Армията, след като пристига в Сицилия през май 1302 г., я опожарява и разграбва. След това я прекосява до Шака, където обаче пристига унищожена от малария. Поради страха от решителна атака на Фридрих III Шарл дьо Валоа му предлага мир. Войната на Сицилианската вечерня завършва с Мира от Калтабелота от 30 август, който води до окончателното отделяне на Сицилия от Кралство Неапол и Анжуйците окончателно губят острова.

### Войни срещу гибелините и императорите
След смъртта на папа Бенедикт XI Робер е избран за капитан на Тосканската лига, която трябва да умиротвори гвелфите от Тоскана, които се бият помежду си (война между Белите и Черните гвелфи). Робер пристига в Тоскана през пролетта на 1305 г. с подбрани арагонски и каталонски рицари и пехота, водени от Диего де Рат. На 20 май Пистоя, управлявана от Белите гвелфи, е обкръжен от флорентинците и луканците. Но Робер, който се готви да атакува града, за да го завладее, трябва да се оттегли поради съпротивата на новия папа Климент V – гасконецът Бертран дьо Го, поданик на краля на Англия, избран на 5 юни, който продължава политиката на неговия предшественик: леко благосклонен неутралитет към  Белите гвелфи и към гибелините.

### Крал на Неапол
След смъртта на баща си през 1309 г. Робер става крал на Неапол и е коронясан в Лион от папа Климент V. От този момент той е много важна фигура в италианския политически живот.

#### План за Кралство Арл
За да улесни помирението между гвелфите и гибелините, папа Климент V подкрепя стария план за възстановяване на Кралство Арл. Това кралство е включено в Свещената Римска империята от западния император Конрад II Салически около 1035 г. и се простира върху територия, след това поделена между Графство Прованс, Графство Форкалкие, Маркграфство Прованс, Херцогство Бургундия и част от Франш Конте. Така папата цели да постави в контакт лидерите на двете фракции Робер Мъдри и новия император Хайнрих VII. Планът предвижда Кралство Арл да бъде отстъпено от императора на един от двамата синове на Робер (това е така, защото през 1257 г. дядото му Шарл I Анжуйски придобива правата върху трона на Кралство Арл), когото той ще ожени за една от двете дъщери на Хайнрих. Планът обаче се проваля, както поради съпротивата на различни провансалски и бургундски феодали, така и поради ожесточената опозиция на краля на Франция Филип Хубави, който, непонасящ идеята за създаването на кралство на анжуйските братовчеди в югоизточната част на Франция, оказват силен натиск върху папския двор в Авиньон, така че Климент V оттегля подкрепата си за проекта, който без негово одобрение мълчаливо запада.

#### Борба с гибелините в Италия
Въпреки това, като викарий на папата в Романя от 1310 г. Робер е начело на гвелфите, които се противопоставят на император Хайнрих VII (1311-1313), който окупира Рим през 1312 г. Хайрих VII, по примера на императорите от X – XII век, решава да се добие реална власт в Италия. През май 1312 г. той временно подчинява ломбардските градове и встъпва в Рим. Десният бряг на Тибър с катедралата „Св. Петър“ се намира под контрола на неаполитанските войски, а Хайнрих VII не успява да сломи тяхната съпротива. В резултат на това той е коронясан в църквата „Сан Джовани ин Латерано“. Въпреки че Робер не се противопоставя открито на императора, той изпраща брат си Жан от Гравина в Рим с 400 конника, за да се противопостави на влизането на Хайнрих в града. 
Императорът, напуснал Рим на 22 юли 1312 г., за да подчини Тоскана, свиква диета в Пиза, на която Робер не се явява и е обявен за бунтовник, заслужаващ смърт от императора, Хайнрих сключва споразумение с Фридрих III за завладяване на Неаполското кралство. Но докато се насочва към Рим, за да нахлуе в Кралство Неапол, в Буонконвенто императорът е обхванат от силна маларийна треска, която го довежда до внезапната му смърт на 24 август 1313 г. След смъртта му неговите поддръжници гвелфите го наричат „добрия крал Робер на Италианското кралство“. 

Войната, прекъсната от смъртта му, продължава срещу гибелините на Матео Висконти и Кангранде дела Скала. Вече притежавайки огромни владения в Пиемонт, Робер разширява още повече влиянието си на полуострова: през 1317 г. той е номиниран от папата за сенатор на Рим, през 1318 г. става господар на Генуа, чиято власт държи до 1334 г., а през 1319 г. – на Бреша .
През 1315 г. Робер праща брат си Филип, княз на Таранто, с армия на помощ на Флорентинската република, която е заплашвана от Пизанската република. В Тоскана обаче гвелфите, водени от Робер, претърпяват две сериозни поражения: при Монтекатини (командването на армията е поверено на брат му Филип I) на 29 август 1315 г. и при Алтопашо на 23 септември 1325 г. Болонезците са победени при Дзаполино на 25 ноември 1325 г., когато синът му Шарл, херцог на Калабрия, е провъзгласен за господар на Флоренция и в продължение на три години води гвелфите в битката срещу гибелините.
През 1328 г. Робер се противопоставя и на следващия император – Лудвиг IV Баварски. 
През 1330 г. се присъединява към лигата срещу сина на Хайнрих VII, Ян I Люксембургски, който е принуден да напусне Северна Италия. Въпреки това хегемонията на анжуйския владетел над Италия е унищожена от усилията да се попречи на Педро II, син на Федериго III Арагонски, да се възкачи на трона на Сицилия. Францисканец като съпругата си Санча Арагонска, той допринася решително за признаването от страна на мюсюлманите на правото над Кустодия на Светите земи (самостоятелен административен окръг на Францискански орден) да служи на Божи гроб.

### Последни години
Робер се намесва военно в Пиемонт през 1341 г., за да подкрепи Манфред V от Салуцо срещу неговия племенник Томас II. По време на тази военна експедиция анжуйските милиции разграбват Салуцо, който е опожарен. След като вицекралят на Робер Рефорца Анжуйски е победен в битката при Гаманарио през 1345 г., Робер трябва да стесни претенциите си към Пиемонт. 
Обратно в Неапол, неговите постоянни грижи са да си върне Сицилия и да осигури династическото наследство, сериозно компрометирано от преждевременната смърт на неговия син и наследник Шарл, херцог на Калабрия, оставил след себе си само две дъщери – Джована Анжуйска и Мария Калабрийска. Но сицилианските войни не довеждат до никакви резултати, докато злощастният брак между неговата племенница Джована и Андреш Унгарски, желан от краля, бележи началото на бурните събития, които ще доведат до края на династията.
Робер Мъдри умира през г. на около 66-годишна възраст. Погребан е в Катедралата „Санта Киара“ в Неапол.

## Робер и Предренесансът
През 1317 г. Робер кани сиенския художник Симоне Мартини, който работи при него в Неапол известно време. Тук Мартини създава за краля картината „Свети Луи Тулузки коронясва брат си Робер I Анжуйски“, която има значение в неаполитански исторически контекст, тъй като свидетелства за точен политически момент: Луи Тулузки коронясва своя по-малък брат Робер за крал на Неапол. Олтарът служи за пример как в изкуството на XIV век се съединяват езикът на религиозната живопис с политическото съдържание. С тази картина Робер I Анжуйски държи да покаже легитимността на своята власт. Това е първият сигурен конкретен портрет в италианската живопис и е нарисуван за параклиса „Сан Антонио“, намиращ се в близост до базиликата „Сан Лоренцо Маджоре“.
На 20 януари 1330 г. крал Робер дава на Джото титлата „придворен художник“.
Робер е високо ценен от Франческо Петрарка и Джовани Бокачо като високообразован монарх и покровител на изкуствата. Петрарка има честта да се представи пред Робер, преди да се отправи към Рим за получаване на поетичния венец на Капитолийския хълм през 1341 г. Той посвещава на Робер поемата „Африка“, получила публичност през 1397 г.,  дълго след смъртта както на краля, така и на автора.
Около 1340 г. за крал Робер е създадена Анжуйската Библия – изключително богато украсен илюстрован ръкопис. Библията се състои от 344 фолиа с две цели страници-миниатюри и повече от 80 малки миниатюри и декоративни инициали. Творбата се разглежда като шедьовър на италианското миниатюрно изкуство от XIV век.
Крал Робер е наречен „миротворецът на Италия" поради годините на значителни промени, които прави в Неапол. Градът и икономиката на нацията са в ръцете на тосканските търговци, които издигат превъзходни сгради, паметници и статуи, които драстично променят столицата на крал Робер от мръсно морско пристанище в град с елегантност и средновековен блясък. Робер поръчва на Тино ди Камаино да изработи гробница за сина му, който трябва да бъде негов наследник, а Джото рисува няколко творби за него. Университетът в Неапол процъфтява под патронажа на краля, отхвърлен от Данте като re di sermone, „цар на думите“, привличайки студенти от всички части на Италия.

## Брак и потомство
Робер Мъдри се жени два пъти:
∞ 1. 23 март 1297 за Йоланда Арагонска (* 1273, † 1303), дъщеря на Педро III, крал на Арагон (от 1276) и Сицилия (от 1282), и на Костанца фон Хоенщауфен, от която има двама сина:
1. Шарл Калабрийски (* 1298, Неапол; 9 ноември 1328, пак там), херцог на Калабрия и престолонаследник, но умира преди баща си и оставя дъщери, едната от които - Джована I Неаполитанска, става наследница на Робер на неаполитанския престол.
2. Луи (* 1301, Катания; † 1310).

- Карл, херцог на Калабрия, син, починал преди баща си
- кралица Джована I, внучка на Робер

∞ 2. за  Санча Майоркска (* 1285, † 28 юли 1345), принцеса от Арагонския дом, дъщеря на Хайме II, крал на Майорка (1243 – 1311), от която няма деца.
Има и три извънбрачни деца:
- Шарл д'Артоа (* ок. 1300, † септември 1346), с майка Кантелма Кантелмо, придворна дама на съпругата му Санча Майорска. Шарл е член на Регентския съвет и Велик камерхер на кралица Джована I, екзекутиран за убийството на крал Андрей. ∞ за Мариана Ското, от която има 5 сина.
- Мария Аквинска († 1382), муза на Бокачо, който в своите произведения я нарича с Фиамета. Според него майка ѝ е провансалската благородничка Сибила Сабран, съпруга на граф Томас IV Аквински. Тя е родена, след като графиня Сибила и крал Робер изневеряват на коронационните му тържества през 1310 г., но получава фамилното име на съпруга на майка си. Предполагаемият ѝ баща я настанява в манастир.[14] Тя е съучастница в убийството през 1345 г. на крал Андрей, съпруг на нейната племенница и наследница на баща ѝ, кралица Джована I. За това Мария е осъдена на смърт и обезглавена през 1382 г. по заповед на наследника на кралица Джована I, крал Шарл III.[15]
- Елена († 1342), графиня на Матия; ∞ без съгласието на баща си за Андреа I Топия († 1342), албански благородник, от когото имат трима сина: Георги Топия, Доменико Топия – епископ на Драч през 1359 г., след това архиепископ на Задар, и Карло Топия – крал на Албания (1358 – 1382 и 1385 – 1387). Баща ѝ кани двойката през 1342 г. в Неапол под предлог, че иска да се помири с тях и когато те пристигат, нарежда да бъдат екзекутирани.[16]